# Centro administrativo
Un centro administrativo es la sede de administración regional o local, o una ciudad condado, o el lugar donde se encuentra la administración central de un municipio. 
En Rusia, el término se aplica a las localidades habitadas que sirven de sede de gobierno de las entidades de los distintos niveles. La única excepción a esta regla son las repúblicas, para las que el término "capital" se utiliza para referirse a la sede del gobierno. La capital de Rusia es también una entidad a la que no se aplica el término "centro administrativo". Una disposición similar existe en Ucrania. 
En el Reino Unido es el centro de una autoridad local, en lo que se diferencia un condado histórico de una ciudad condado.